# عبد الله محزري
عبد الله حمود محزري مواليد 20 نوفمبر 2001 في ، السعودية، هو لاعب كرة قدم سعودي يلعب لنادي الثقبة في الوسط.